# Радянська військова адміністрація в Німеччині

Зона відповідальності РЗОН — радянська зона окупації Німеччини

Радянська воэнна адміністрація в Німеччині (нім. Sowjetische Militäradministration in Deutschland, скор. СВАГ) — орган військової адміністрації, створений 6 червня 1945 року і замінив органи державного управління в радянській зоні окупації Німеччини. РЗОН була відокремлена від оперативного командування військ на цій території і безпосередньо підкорялася Раді народних комісарів. Штаб-квартира РЗОН розміщувалася в берлінському районі Карлсгорст. Адміністрація здійснювала безпосереднє управління радянською зоною окупації Німеччини з 1945 року аж до утворення Німецької Демократичної Республіки у 1949 році.

## Керівництво

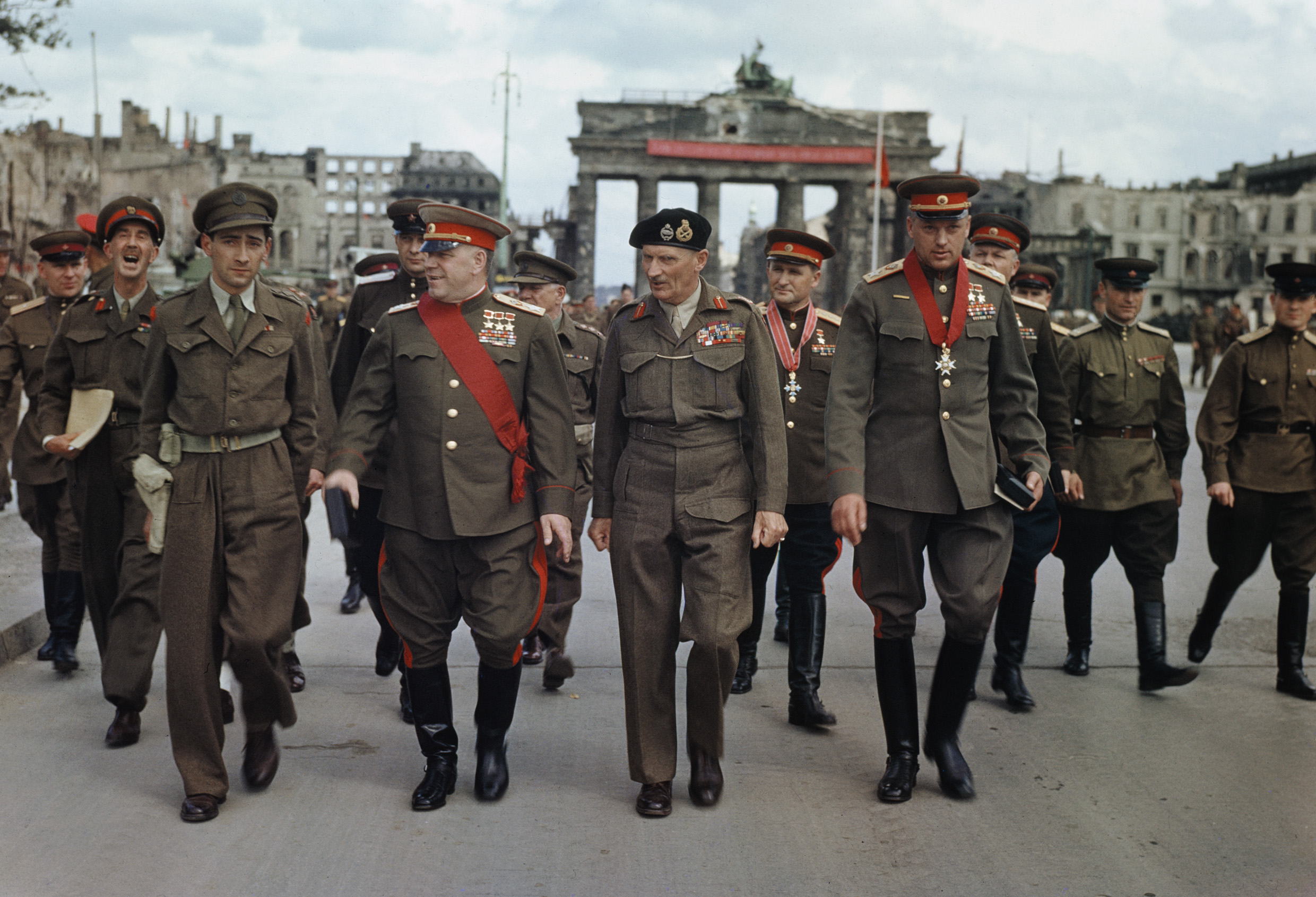
Головнокомандувач РЗОН маршал Радянського Союзу Г. К. Жуков, 1-й заступник головнокомандувача РЗОН генерал армії В. Д. Соколовський (на 2-му плані). Берлін, 12 липня 1945 року

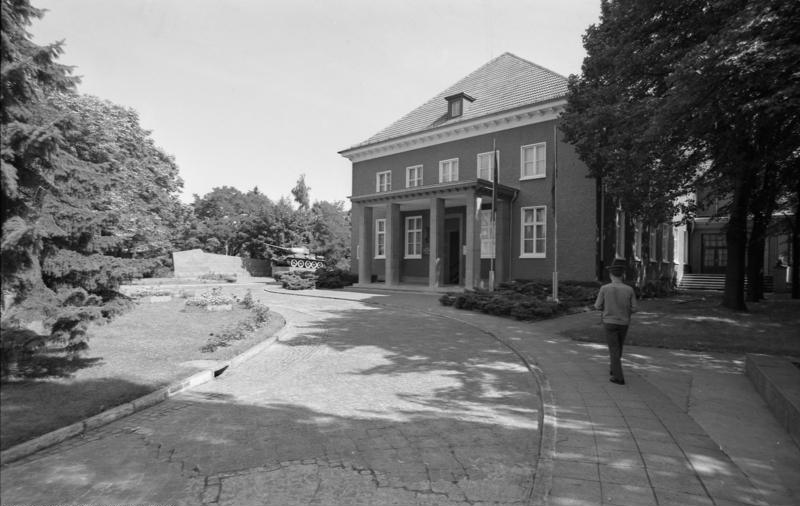
Резиденція головнокомандувача РЗОН (з червня 1945 по жовтень 1949 року). Нині Німецько-російський музей «Берлін-Карлсхорст»

Постановою РНК СРСР «Про організацію Радянської військової адміністрації по управлінню Радянської зони окупації в Німеччині» № 1326/301 6 червня 1945 року призначено:
- Главнокамандувачем Радянською воэнною адміністрацією — Маршал Радянського Союзу Г. К. Жуков.
- Першим заступником главнокомандувача воєнною адміністрацією — генерал армії В. Д. Соколовський.
- Заступником главнокомандувача по справах цивільної адміністрації — комісар державної безпеки 2-го рангу І. О. Сєров. (Наказом НКВС від 4 липня 1945 р. Сєров був призначений уповноваженим НКВС СРСР за ГРВН[2].)
- Начальником штабу — генерал-полковник В.В. Курасов.[3]
- Заступником главнокомандувача, начальником Економічного управління — генерал-майор інтендантської служби С. І. Шабалін.
- З березня 1946 року по березень 1949 року — головнокомандувач Групою радянських окупаційних військ у Німеччині і головнокомандувача Радянської військової адміністрації в Німеччині В. Д. Соколовський.[4]
- Останнім Главнокандувачем Радянської військової адміністрації в Німеччині (березень — жовтень 1949 року) був Чуйков Василь Іванович.

## Структура

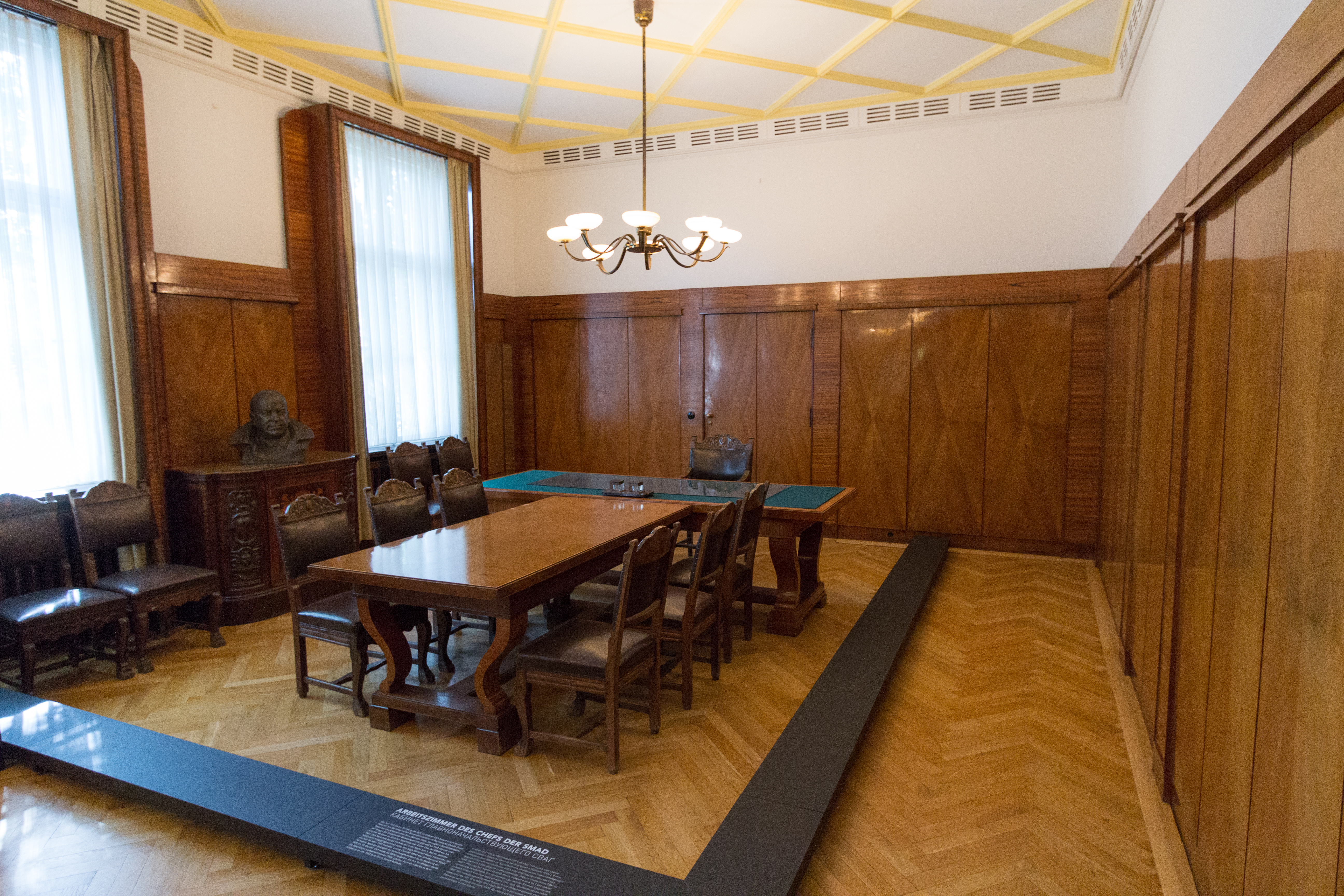
Кабінет Главнокомандувача РЗОН

Постановою РНК СРСР від 6 червня 1945 року була передбачена наступна структура РЗОН:
1. Штаб.
2. Управління комендантською службою.
3. Військовий відділ.
4. Військово-морський відділ.
5. Військово-повітряний відділ.
6. Політичний відділ.
7. Промисловий відділ.
8. Сільськогосподарський відділ.
9. Відділ торгівлі та постачання.
10. Транспортний відділ.
11. Відділ палива.
12. Фінансовий відділ.
13. Відділ зв'язку.
14. Відділ внутрішніх справ.
15. Відділ народної освіти.
16. Відділ охорони здоров'я.
17. Правовий відділ.
18. Відділ робочої сили.
19. Відділ по репатріації.
20. Відділ по репараціях та постачанню.[5]

Структура органів РЗОН на місцях в цілому відтворювала структуру центрального апарату. Вона включала 5 управлінь радянської військової адміністрації в провінціях і землях зони (Тюрингія, Саксонія, Саксонія-Ангальт, Мекленбург і Бранденбург), а також Управління військового коменданта Радянського сектора окупації Берліна, яким, в свою чергу, підпорядковувалися окружні, районні та міські військові комендатури. Оскільки первісна організаційна схема РЗОН, зафіксована у постанові РНК СРСР від 6 червня 1945 р., носила скоріше загальний характер, в подальшому, з урахуванням реалій роботи вона змушена була не раз змінюватися.
Історія РЗОН

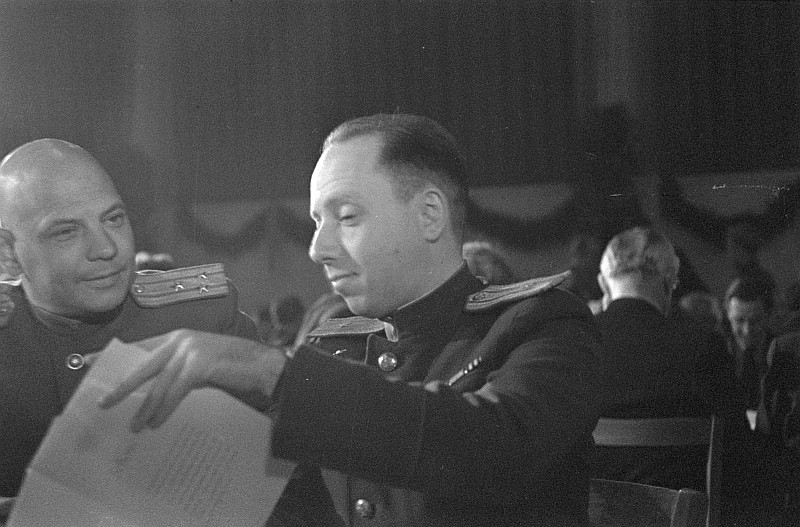
Начальник Управління пропаганди РЗОН полковник С. І. Тюльпанів і начальник відділу культури Управління пропаганди РЗОН майор О. Л. Димшиц. Берлін, 17 травня 1946

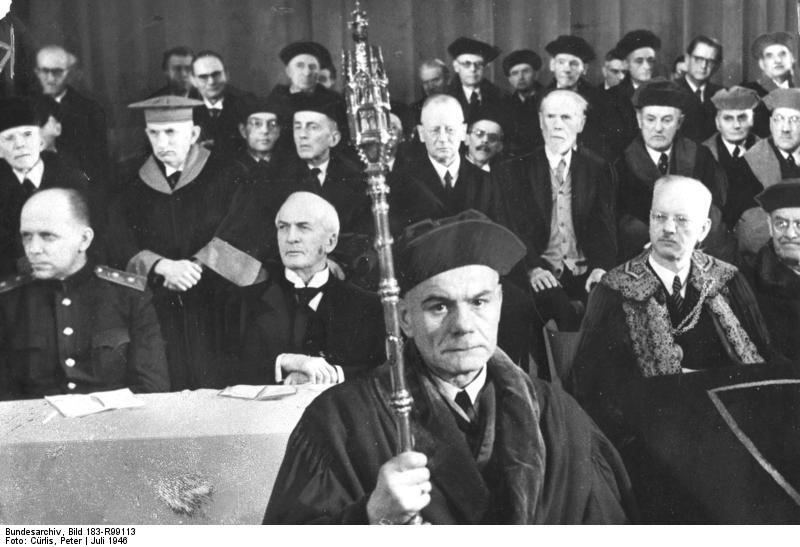
Начальник Відділу народної освіти РЗОН генерал-лейтенант П. В. Золотухін поруч з обер-бургомістром Берліна Артуром Вернером на відкритті Берлінського університету. 29 січня 1946

20 квітня 1945 року Сталін розпорядився створтия на зайнятій радянськими військами території Німеччини (на захід від лінії Одер — Нейсе), підконтрольної радянським військовим властям німецької адміністрації.
2 травня 1945 року ДКО видав постанову № 8377сс «Про призначення і обов'язки уповноважених НКВС — заст. командувачів фронтами з управління цивільними справами на території Німеччини». Цією постановою уповноважені НКВС по фронтах (І. О. Сєров — по 1-му Білоруському фронті, Л. Х. Цанава — по 2-му Білоруському фронті, П. Я. Мешик — по 1-му Українському фронту) ставали заступниками командувачів відповідних фронтів з управління цивільними справами на території Німеччини. Таким чином, відповідальним за цивільну адміністрацію в Німеччині фактично ставав НКВС. Уповноважені НКВС керували призначенням німецьких бургомістрів міст і районів, сільських старост, начальників поліції, прокурорів і суддів. Всю роботу по підбору та підготовці німецьких кадрів проводило Управління по антифашистській роботі (7-е управління) Головного політичного управління Червоної Армії і 7-й відділ політуправлінь фронтів. Вже в кінці квітня-початку травня 1945 р. готувалися кадри і складалися характеристики на майбутніх бургомістрів.
Спочатку адміністрація РЗОН розташовувалася в маєтку Хольцдорф під Веймаром, що належав німецькому фабриканту і колекціонеру, члену НСДАП Отто Кребсу. При розміщенні адміністрації було виявлено схованку зі значною кількістю творів мистецтва (переважно картин французьких імпресіоністів), які були реквізовані і відправлені в Ермітаж.
Наказом головнокомандувача РЗОН № 5 Жукова від 9 липня 1945 року були призначені начальники радянської військової адміністрації земель та їх заступники по цивільних справах. Начальниками радянської військової адміністрації земель були призначені командувачі арміями. У першій половині липня Жуков розглянув і затвердив кандидатури німецьких президентів і віце-президентів земель та провінцій.
Радянська окупаційна влада активно використовувала німецьких комуністів. Ще в березні 1945 р. керівники відділу міжнародної інформації ЦК ВКП(б) Г. Димитров і А. С. Панюшкін спрямували секретарю ЦК ВКП(б) Г. М. Маленкову записку про необхідність створення «органів сприяння» Червоної Армії на зайнятих німецьких територіях, на чолі яких повинні бути поставлені «найбільш надійні і міцні працівники з числа німецьких комуністів». В кінці квітня 1945 р. з Москви до Німеччини прибуло три групи ЦК КПН, роботу яких координувала одна з них — група члена Політбюро ЦК КПН Вальтера Ульбріхта, яка стала відомою як «Бюро Ульбріхта». У наступні дні В Німеччину прибували групи по 100  і більше осіб в кожній — німецькі політемігранти, антифашисти із військовополонені, діячі Національного комітету «Вільна Німеччина», пройшли політичну підготовку в СРСР.
Влітку 1946 р. РЗОН почала готуватися до виборів у місцеві земельні органи влади. При цьому глава РЗОН В. Д. Соколовський, який змінив Жукова на цій посаді, у своїй вказівці від 18 червня 1946 р. писав про необхідність «створення умов для перемоги СЄПН» і називав основним завданням «організаційно-політичне зміцнення СЄПН». Соколовський відверто писав, що результати виборів «будуть вважатися задовільними лише в тому випадку, якщо вони дадуть перемогу СЄПН».
15 вересня 1946 р. місцеві вибори в землі Бранденбург принесли перемогу СЄПН. Про причини цього в документах РЗОН говорилося наступне: «Порівняно високий відсоток (59,8) голосів, відданих за списки СЄПН на общинних виборах пояснюється тим, що органам ВВА Землі вдалося не допустити в 33 відсотках громад виставлення списків буржуазних партій».
20 жовтня 1946 р. в радянській зоні окупації пройшли вибори до місцевих органів влади. СЄПН отримала на них близько 50 % голосів. Однак на виборах у міські і районні збори Берліна СЄПН отримала лише 19,8 % голосів, тоді як СДП — 48,7 %, ХДС — 22,1 %, ЛДП — 9,4 %. Навіть у радянському секторі Берліна СЄПН отримала лише 29,9 % голосів.
Наступні вибори, які повинні були відбутися у 1948 р., були відкладені до осені 1949 р. З жовтня 1948 р. було заборонено ввозити в радянську зону окупації із західних зон будь-яку літературу та періодичні видання.
РЗОН активно здійснювала організацію вивезення в СРСР промислового обладнання з радянської зони окупації в якості репарацій. 16 серпня 1945 р. Жуков в промові перед керівниками РВА земель та провінцій говорив: «нам потрібно швидко вивезти все, що потрібно в рахунок покриття витрат війни» поки німці «приголомшені фіналом війни».

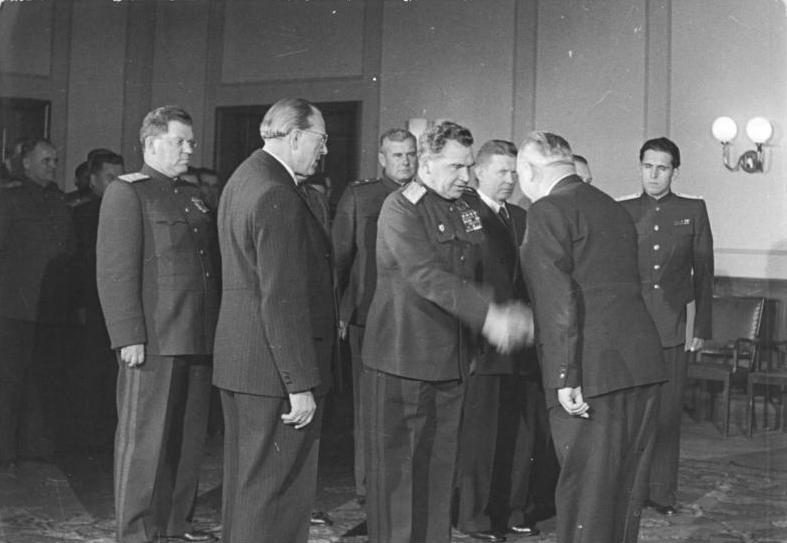
В. І. Чуйков передає юридичні повноваження управління в радянській зоні окупації міністру юстиції НДР Максу Фехнеру. 11 листопада 1949

У 1945 році в радянській окупаційній зоні була здійснена земельна реформа — земельні володіння площею понад 100 гектарів були поділені між селянами. Восени 1945 р. були введені примусові заготівлі сільськогосподарської продукції.
У жовтні 1946 року в зв'язку з нестачею продовольства в СРСР Сєров направив Л. П. Берії записку з пропозицією вивести в СРСР з радянської окупаційної зони в Німеччині «надлишки» продовольства. Ці пропозиції були повідомлені Сталіну і схвалені ним. Вивіз в СРСР продовольства зі сходу Німеччини серйозно вплинув на і без того убоге постачання німецького населення. Це призвело до масового невдоволення і ускладнило роботу німецького самоврядування.
24 червня 1948 р. радянські війська блокували Західний Берлін, що стало реакцією на введення там західнонімецької марки (див. Блокада Західного Берліна). США і союзники організували повітряний міст для постачання Західного Берліна. Блокада не принесла бажаних результатів і була знята 12 травня 1949 року.
10 жовтня 1949 р. у передмісті Берліна Карлсхорсті, за дорученням уряду СРСР, головнокомандувач Радянської військової адміністрації в Німеччині генерал армії В.І. Чуйков передав функції управління в радянській зоні окупації Отто Гротеволю, першому голові уряду НДР.
РЗОН припинила своє існування в жовтні 1949 року після проголошення НДР і замість неї була утворена Радянська контрольна комісія в Німеччині (РККН).